# 同級生は13歳
『同級生は13歳』（どうきゅうせいはじゅうさんさい）は、1987年8月20日から同年10月15日までフジテレビ系列局で放送されていたテレビドラマである。フジテレビと共同テレビの共同製作。全8話。放送時間は毎週木曜 20:00 - 20:54 （日本標準時）。

## 概要
突然アラブから日本の私立曙高校へ転校してきた中学2年生の日向夏子が、年上の同級生たちと築く友情と葛藤を描いたドラマ。後藤久美子の連続ドラマ初主演作である。

## キャスト
日向 夏子（ひゅうが なつこ）
演：後藤久美子
13歳。父の竹秀曰く『正しい少女』（自分の理想とする教育を施した、の意）。2年F組。7年間の中近東滞在中、父親の意向で日本の雑誌の通信教育を受講して文武両道に秀でる（検定ペン習字、珠算、英語検定（すべて1級）、合気道初段、柔道二段、生花、茶道、日本舞踊）。帰国後は、新居が見つかるまで父親と曙高校の宿直室に仮住まいしている。前住所は西アウジバ共和国モスーイン地区アラブ日本語学校教員寮。
香月 冬彦（かつき ふゆひこ）
演：前田耕陽
18歳。3年F組 → 2年F組。落ちこぼれの軽薄男。
猪苗代 健康（いなわしろ けんこう）
演：真田広之
26歳。2年F組の担任。全身運動神経だけの脳天気な先生。
葵 さやか（あおい さやか）
演：中井貴惠
30歳。幸福のはずだった英語教師。夏子の母親。
日向 竹秀（ひゅうが たけひで）
演：所ジョージ
35歳。本人曰く『正しくないおじさん』。夏子の父親。7年前に父娘2人でアラブに旅立ち、現地の日本語学校で漢文の教師をしていた。
香月 久仁子（かつき くにこ）
演：村上里佳子
21歳。冬彦の姉。お好み焼き店「お好みINN」の女店長をしている。

### 曙高校・生徒
蟹山 正（かにやま ただし）
演：斉藤隆治
18歳。3年F組 → 2年F組。
崎山 良枝（さきやま よしえ）
演：松本典子
17歳。2年F組。校内放送『テレビAKEBONO』の木曜日パーソナリティで、『良枝の部屋』という『徹子の部屋』を模した番組の司会を務める。性格はぶりっ子。冬彦に想いを寄せている。
甘粕 ミドリ（あまかす みどり）
演：網浜直子
17歳。2年F組。ウラ番長をしているツッパリ純情娘。
東海 八重子（とうかい やえこ）
演：井森美幸
17歳。2年F組。
橘 薫（たちばな かおる）
演：山瀬まみ
16歳。2年F組。タレントのタマゴ。
岡 春也（おか はるや）
演：大沢秀高
16歳。2年F組。気弱ないじめられっ子。
黒金 権（くろがね ごん）
演：上野隆彦
20歳。2年F組。三年落第した喫煙認可生徒。
中村 太一郎（なかむら たいちろう）
演：古本新之輔
16歳。2年F組。校内放送に青春を賭けるひょうきん者。
米原 芳樹（よねはら よしき）
演：日高誠
17歳。2年F組。クラスで唯一のフツーの少年。
泊 由里（とまり ゆり）
演：桜井宏子
17歳。動く放送局。
冬彦の級友
演：おぼっちゃま（水島新太郎、サード長嶋）
その他
演：山本恵美子、田村奈美

### 曙高校・教員
剣崎校長
演：塩沢とき
曙高校の校長。ちょっとおせっかいで涙もろい性格。
木下 麗子（きのした れいこ）
演：高樹沙耶
24歳。健康に思いを寄せる教師。
佐伯 みつ子（さえき みつこ）
演：もたいまさこ
32歳。数学教師。未婚。
犬江 鉄（いぬえ てつ）
演：松澤一之
29歳。3年F組の担任。ちょっとドジな美術教師。
中里 君江（なかざと きみえ）
演：飛田ゆき乃
23歳。女事務員。

### その他
香月 千鳥（かつき ちどり）
演：山下亜紀
13歳。陽気でお茶目な冬彦の妹。
お好みINNの店員
演：日髙のり子、佐々木美須加

### ゲスト
出前持ち
演：岩本宗規（第2話）
青柳 せいどう（あおやぎ せいどう）
演：石堂穣（第4話）
くらた かんたろう
演：幸内康雄（第4話）
ジャラール
演：マリアン（第6話）

## スタッフ
- 脚本：一色伸幸、土屋斗紀雄
- 演出：福本義人
- 企画：前田和也、亀山千広
- 企画協力：古賀誠一（オスカープロモーション）
- プロデューサー：高橋萬彦、大黒章弘
- 音楽：カリオカ
- 撮影：木村祐一郎
- 技術：佐々木俊幸
- T・D：梅谷昌弘
- 映像：深澤武
- 照明：菊池護
- 音声：杉山直樹
- VTR：星野晃
- 編集：小野寺博
- 音響効果：塚田益章
- 美術：志村文男
- デザイン：荒川淳彦
- 美術進行：川村裕一
- 装置：平川泰光
- 装飾：大橋軍次
- 持道具：紀克之
- 衣装：萩野宣勝
- メイク：落合朋子
- スタイリスト：池ヶ谷ひろ子
- アクション：橋本春彦
- プロデューサー補：塩沢浩二
- 演出補：鈴木雅之、川上一夫
- 記録：志村美恵子
- 広報：石田卓子
- 技術協力：VASC
- 制作：フジテレビ、共同テレビ

## 楽曲

### 主題歌
「KISS IN THE MOONLIGHT」
作詞・作曲：広石武彦 / 歌：up-beat （ビクター）

### 挿入歌
「若葉のイリュージョン」
作詞：来生えつこ / 作曲：筒美京平 / 歌：後藤久美子（コロムビア）
「My Crew」
歌：リタ・クーリッジ
クレジット表示は無いが、毎回番組後半に流れていた。

## 放送日程
| 話数  | 放送日         | サブタイトル               | 脚本                 | 演出     |
| ----- | -------------- | -------------------------- | -------------------- | -------- |
| 第1話 | 1987年8月20日  | 恐怖の正しい少女           | 一色伸幸、土屋斗紀雄 | 福本義人 |
| 第2話 | 1987年8月27日  | 夏子はダレの子!?           | 一色伸幸             | 福本義人 |
| 第3話 | 1987年9月3日   | 小さな恋のパンティー物語   | 土屋斗紀雄           | 福本義人 |
| 第4話 | 1987年9月10日  | 正しい男女交際しませんか？ | 一色伸幸             | 福本義人 |
| 第5話 | 1987年9月17日  | エッ！夏子が失踪           | 一色伸幸             | 福本義人 |
| 第6話 | 1987年9月24日  | 私をアラブに連れてって！   | 土屋斗紀雄           | 福本義人 |
| 第7話 | 1987年10月8日  | 恋する正しい少女           | 土屋斗紀雄           | 福本義人 |
| 第8話 | 1987年10月15日 | 18歳までサヨナラ           | 一色伸幸             | 福本義人 |